# Akupunktura
Ten artykuł opisuje teorie, metody lub czynności niezgodne ze współczesną wiedzą medyczną.

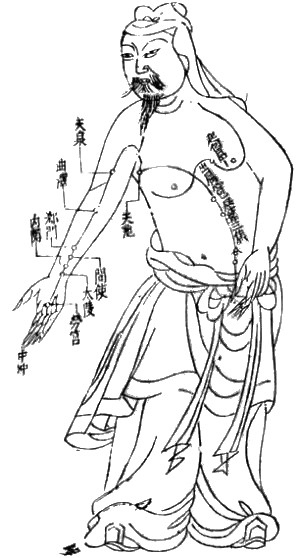
Wykres punktów akupunktury z okresu panowania dynastii Ming

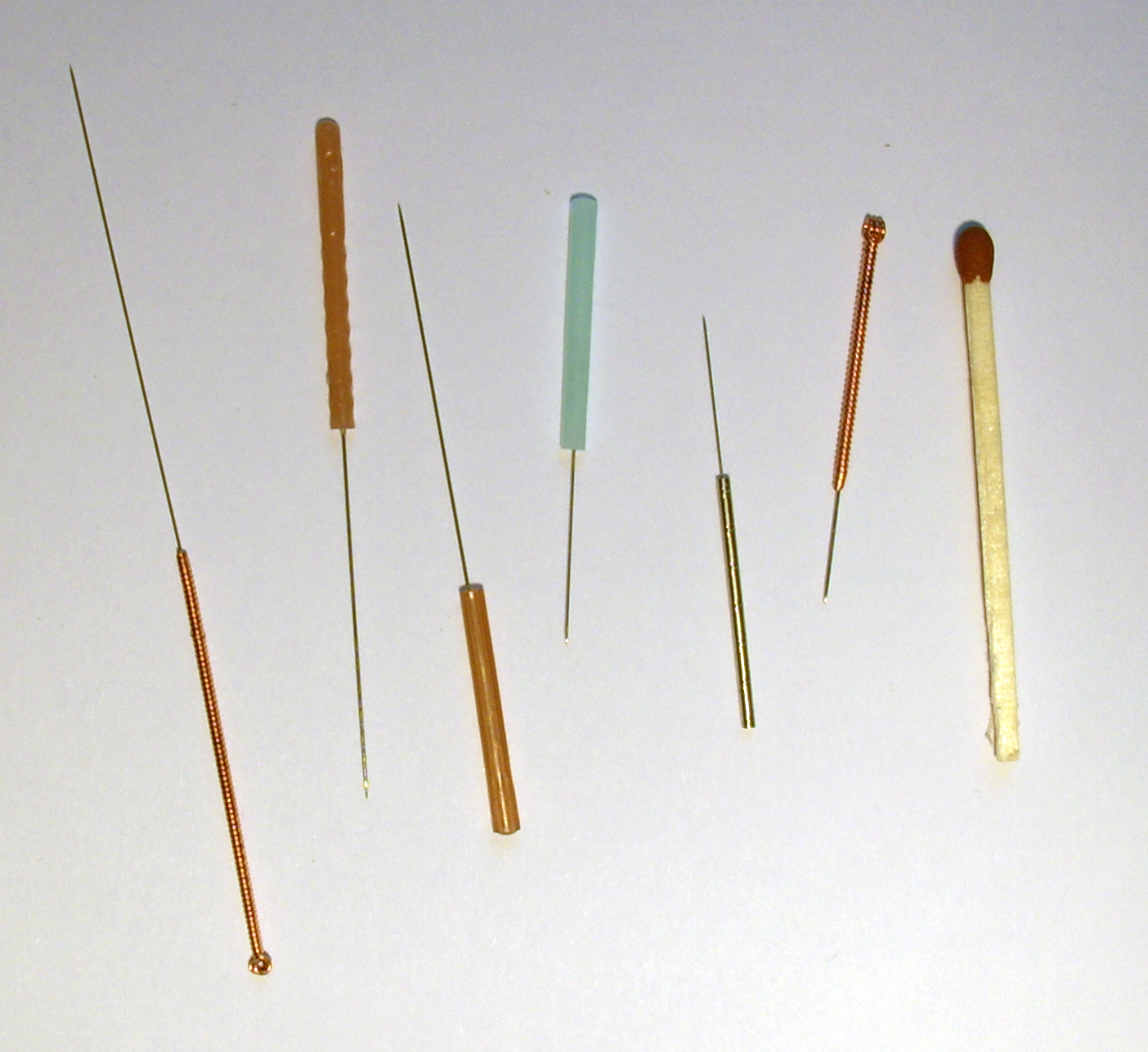
Igły do akupunktury

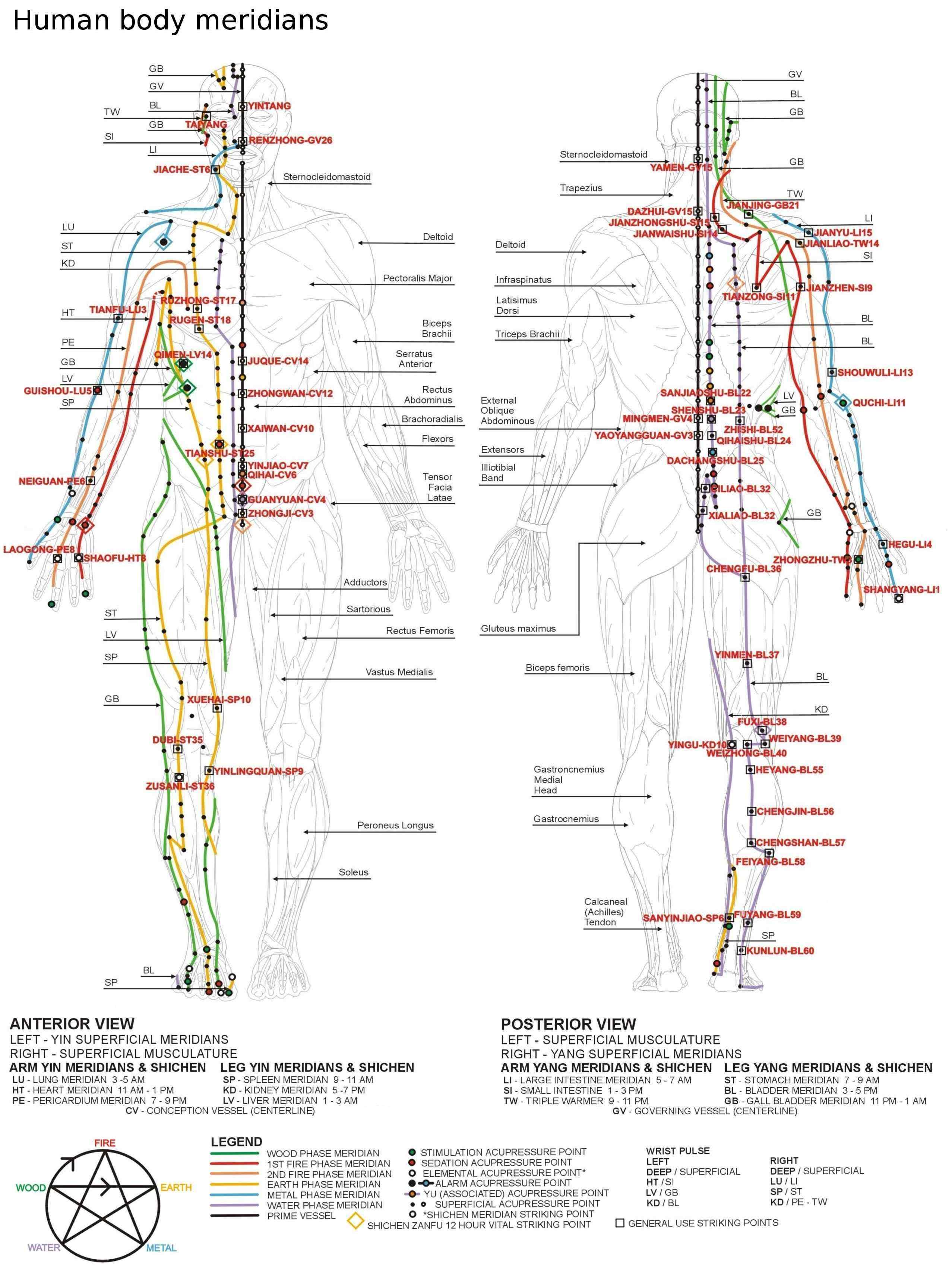
Mapa meridianów ludzkiego ciała

Akupunktura (z łac. acus „igła”, punctura „(u)kłucie”; chiń. 針灸 zhēnjiǔ) – technika leczenia wywodząca się z Dalekiego Wschodu (Chiny, Japonia, Mongolia). Jest obecnie uznawana w wielu krajach jako uzupełnienie medycyny konwencjonalnej, chociaż nie ma naukowych dowodów na jej skuteczność, a analizy badań klinicznych wskazują na silną stronniczość tych, które są prowadzone w krajach Dalekiego Wschodu.
Akupunktura (także termopunktura) to metoda polegająca na stymulowaniu akupunktów (miejsc na skórze lub tkance podskórnej) lub pewnych części ciała przy pomocy metalowych igieł, które wg mitologii dalekowschodniej mają udrożniać meridiany (kanały energetyczne) oraz pobudzać krążenie krwi i wzmacniać energię qi. Nie ma żadnych naukowych dowodów na istnienie tego mechanizmu. Od ponad stulecia witalizm w debatach naukowych jest wykluczony.
Stosujący akupunkturę twierdzą, że przynosi następujące skutki:
- przywraca normalną równowagę fizjologiczną ciała;
- wzmacnia funkcje układu immunologicznego (np. funkcje ruchome układu siateczkowo-śródbłonkowego);
- pobudza układ krwionośny i łagodzi ból;
- naprawia tkanki[6].

Badania kliniczne wykazują, że równie dobre lub lepsze wyniki niż „prawdziwa” akupunktura ma w testach „udawana”, gdzie igły nie są rzeczywiście wbijane w skórę, bądź umieszczane w losowych punktach na ciele.
W Chińskiej Republice Ludowej akupunktura jest gałęzią tradycyjnej medycyny chińskiej.

## Historia

### Starożytność
W Chinach korzeni akupunktury można doszukiwać się w epoce kamienia. Początkowo używano kamiennych noży do niektórych zabiegów, a następnie z kamieni robiono cienkie igły, które podobnie jak zaostrzony bambus lub kości, służyły do leczenia. Przedmioty te zostały odnalezione przez archeologów m.in. w środkowej Mongolii.
Najstarszy chiński tekst medyczny, traktujący po części o akupunkturze, w tym o teorii meridianów, to „Huangdi neijing” („Kanon medycyny Żółtego Cesarza”). Dzieło to zbiór tekstów powstałych przed wczesną dynastią Han i skompilowanych w I w.p.n.e., a ostatecznie zredagowanych i wydanych za czasów dynastii Tang (w VIII w.) i dynastii Song (w XI w. Z podstawowych tekstów Kanonu o zabiegach akupunkturowych mówi głównie księga Lingshu.
Badania zmumifikowanego naturalnie ciała „człowieka lodu”, nazwanego Ötzi, sprzed 5 tys. lat, odnalezionego w Alpach, wykazały ponad 50 tatuaży na jego ciele. Niektóre z nich odpowiadają punktom akupunkturowym, które obecnie mogłyby być stosowane w leczeniu dolegliwości Ötzi. Niektórzy naukowcy twierdzą, iż jest to dowód na to, że techniki podobne do akupunktury były praktykowane we wczesnej epoce brązu w innych miejscach Eurazji.
Artykuł w naukowym czasopiśmie medycznym The Lancet, opublikowany przez L.Dorfera i przyjaciół dostarcza następujących informacji: „zakładamy, iż system medyczny podobny do akupunktury mógł być praktykowany w Europie Środkowej 5200 lat temu. Zdaje się więc, iż podobne metody leczenia były w użyciu długo przed ich wcześniejszym, znanym okresem praktykowania w tradycji medycyny starożytnych Chin. Oznacza to prawdopodobieństwo, że akupunktura wywodząca się z kontynentu euroazjatyckiego była praktykowana co najmniej 2 tys. lat wcześniej niż jest to uznawane”.
Zgodnie z jedną z legend, akupunktura rozwinęła się w Chinach dzięki doświadczeniom żołnierzy ranionych strzałami w bitwach. Głosi ona, że tysiące lat temu pewien żołnierz doznał poważnej rany barku. W wyniku ugodzenia strzałą stał się bolesny i sztywny. Lekarz nie potrafił mu jednak pomóc. Pewnego dnia podczas kolejnej bitwy żołnierz został ranny strzałą, tym razem w nogę i okazało się, że ból barku ustąpił. Powiedział o tym swojemu lekarzowi, który nie mógł tego zrozumieć. Przypadkowo inny pacjent z podobną dolegliwością, który czekał na zbadanie, podsłuchał rozmowę i poprosił o „zabieg strzałą”. Lekarz leczył tego pacjenta długi czas bezskutecznie, więc zdecydował się spróbować. Wziął strzałę i ostrożnie wbił w nogę pacjenta w tym samym miejscu, co rana żołnierza. Ku zdziwieniu wszystkich ból i sztywność ustąpiły. Lekarz stał się sławny. Zaczął badać możliwości leczenia tą metodą innych dolegliwości, wypytując swoich pacjentów o podobne przypadki. Stopniowo odkrył, że rany w pewnych miejscach miały korzystny efekt na inne części ciała. Z biegiem lat wynaleziono inne metody stymulowania akupunktów poprzez użycie igieł.

### Współcześnie[15][16]
Po rewolucji chińskiej w 1911 roku wprowadzono medycynę zachodnią, co wpłynęło na spadek praktykowania akupunktury oraz chińskiego ziołolecznictwa. Jednakże ze względu na dużą liczbę ludności i zapotrzebowanie na opiekę medyczną, akupunktura i ziołolecznictwo pozostały w dalszym ciągu popularne na szczeblu regionalnym, a później wśród tzw. „bosych lekarzy”, czyli miejscowych zajmujących się leczeniem przy pomocy tradycyjnej medycyny chińskiej. Zabezpieczali oni minimum w zakresie opieki medycznej na prowincji.
Akupunkturę stosowano podczas Długiego Marszu i pomimo trudnych warunków pomagała ona utrzymać zdrowie Chińskiej Armii Ludowo-Wyzwoleńczej. Sprawiło to, że Mao Zedong, przywódca Komunistycznej Partii Chin, uznał, iż akupunktura stanowi ważny element w systemie medycyny chińskiej.
Ralph C. Crozier w swojej książce pt. „Traditional Medicine in Modern China” („Tradycyjna medycyna w nowoczesnych Chinach”; Harvard University Press, Cambridge, 1968) wyraził niechęć wobec tradycyjnych środków chińskiej medycyny, wyśmiewając je jako przesądne, nieracjonalne i zacofane. Akupunktura także podlegała tej krytyce. Natomiast przewodniczący Mao Zedong wyraził opinię, iż „medycyna chińska i farmakologia są wielką skarbnicą i należy dołożyć wszelkich starań, aby je odkrywać i ulepszać”. W latach 50. i 60. XX wieku kontynuowano badania akupunktury (m.in. poprzez analizę starożytnych tekstów) pod kątem jej wpływu na leczenie różnych chorób, działania organów wewnętrznych i właściwości znieczulających.
Wysyłano przedstawicieli poza terytorium Chin w celu zbierania informacji o praktykowaniu medycyny chińskiej. Tradycyjna medycyna chińska to sformalizowany system medycyny chińskiej, który łączy wykorzystanie akupunktury, chińskiej medycyny ziołowej, tuīná (masażu) i innych form. Po rewolucji kulturalnej TCM została włączona do programów nauczania uniwersytetu medycznego zgodnie ze strategią „Three Roads”, według której TCM, biomedycyna i synteza ich obu miały być dopuszczone do badania i praktykowania.
W latach 70. XX wieku po tym, jak Amerykanie sprowadzili z Chin do swojego kraju sprawozdania pacjentów poddawanych poważnym zabiegom przy użyciu akupunktury jako jednej z metod znieczulenia, akupunktura stała się popularna także i w Ameryce. Krajowe Stowarzyszenie Akupunktury (ang. The National Acupuncture Association) jako pierwsze krajowe stowarzyszenie akupunktury w USA zaczęło rozpowszechniać akupunkturę na Zachodzie prowadząc seminaria i prezentacje badań. W 1972 roku Krajowe Stowarzyszenie Akupunktury utworzyło klinikę leczenia bólu na Uniwersytecie Kalifornijskim w Los Angeles. Uważa się jednak, iż pierwszą klinikę akupunktury w Stanach Zjednoczonych założył dr Yao Wu Lee w Waszyngtonie w 1972 roku.